# Мигове
Мигове́ — село у Берегометській селищній громаді Вижницького району Чернівецької області України. У селі розташований гірськолижний курорт Мигове.

## Назва
Назва села походить від назви річки Мигівка. Старі люди називають село Нігово.

## Географія
Гірське село Мигове розташоване у південно-західній частині України, за 63 кілометри від обласного центру Чернівці і за 31 км автодорогами від районного центру Вижниця, за 6 км від залізничної станції Берегомет. Розкинулося по обох боках в долині річки Мигівка (права притока Серету, бас. Дунаю), на якій розташований каскадний водоспад Чиста Сльоза (4 м).
Навколо села ростуть смереково-букові ліси. На південь від села розташована ботанічна пам'ятка природи «Ділянка барвінку малого».

## Історія
Спочатку Мигове було частиною села Луківці, від якого воно відокремилося в 1776 році.
У середині XIX століття було прокладено вузькоколійку Лукавці-Мигово(Майдан), по якій з хуторів перевозили ліс на Луківецьку та Берегометську лісопильні. 
До скасування кріпацтва село перебувало у володінні кількох поміщиків, яким належала найбільша кількість землі: Василькам, Флокдорам, Богусівичам. У 1835 році поміщик В. Василько побудував залізоробний завод. Як сировина використовувались руди, що не глибоко залягали на околиці села. З 1860 року цей завод припинив своє існування.
В 1860 році на кошти сільської громади та руками селян побудовано будинок священника та школа. 1873 року була побудована перша церква, а в 1903 році перебудована на більшу за розмірами. У 1903 році було відкрито два класи початкової школи.
По закінченню Другої світової війни у 1946—1947 роках мешканці села пережили голод.
В 1958 році було відкрито цегельно-черепичний завод на території села Мигове.
З 24 серпня 1991 року село входить до складу незалежної України.
У 2020 році шляхом об'єднання сільських рад, село увійшло до складу Берегометської селищної громади.
11 квітня 2023 року парафіяни церкви святого Івана Сучавського у селі Мигове на загальних зборах вирішили долучилися до канонічної Православної Церкви.

## Населення
За переписом 1910 року в Миговому проживало 3491 чоловік, в т. ч. українців — 2850, євреїв — 580, поляків — 48, румунів — 8, німців — 3, інших національностей — 2 чоловіка.
Згідно з переписом УРСР 1989 року чисельність наявного населення села становила 3560 осіб, з яких 1726 чоловіків та 1834 жінки.
За переписом населення України 2001 року в селі мешкали 3683 особи.

### Мова
Розподіл населення за рідною мовою за даними перепису 2001 року:
| Мова       | Відсоток |
| ---------- | -------- |
| українська | 99,30 %  |
| російська  | 0,54 %   |
| молдовська | 0,08 %   |
| румунська  | 0,05 %   |
| білоруська | 0,03 %   |

## Відомі люди
- Маковійчук Василь — художник-живописець і графік;
- Шлемко Володимир Теофілович — народний депутат України 1-го скликання, член Комісії ВР України з питань культури та духовного відродження, актор;
- Повідаш Дмитро Васильович — (кіборг) солдат Збройних сил України. Брав участь в боях за Донецький аеропорт;
- Кириляк Степан Васильович — український журналіст, літератор. Лауреат літературно-мистецької премії ім. Георгія Гараса та літературної премії ім. Дмитра Загула;
- Козубовський Дмитро — історик, дослідник історії Вижницького училища прикладного мистецтва. Відмінник народної освіти України (1998), лауреат премії ім. Георгія Гараса (1998). Автор книжки «Вижницький коледж прикладного мистецтва ім. В. Шкрібляка» (1997);
- Шутак Микола Васильович - прозаїк, драматург, журналіст, член Спілки журналістів України. Автор статей про народне мистецтво Буковини.  Член Національної спілки майстрів народного мистецтва України, лауреат літературно-мистецької премії ім. Георгія Гараса (посмертно).Народився 14.08.1956 р.,  с. Мигове,  Вижницький район. У 1980р. закінчив філологічний факультет Чернівецького  держуніверситету. Працював відповідальним секретарем Вижницької  районної газети "Радянська Верховина". 1987-1989 рр.- слухач відділення журналістики Київського інституту політології. З 1991р. - голова Регіональної асоціації майстрів гуцульського, буковинського і покутського мистецтва. у 1992р. організував Буковинський осередок Національної спілки майстрів народного мистецтва України і був його головою до 1998 р. Літературною творчістю займався з 1975р. Публікувався у журналах «Дніпор», «Вітчизна», «Знання та праця», газетах «Культура і життя», «Молодий буковинець»... Помер 10.09.1998 р. Похований у с. Мигове;
- Токар Василь Павлович — Молодший сержант, був командиром відділення розвідроти. Загинув в Афганістані 3 березня 1984 року. Нагороджений орденом Червоної Зірки (посмертно). Похований у с. Мигове. Його іменем названо вулицю у селі, на будинку, де він мешкав, встановлено меморіальну дошку.

## Галерея

Церква святого Івана Сучавського (1905)
Гірськолижний курорт в селі
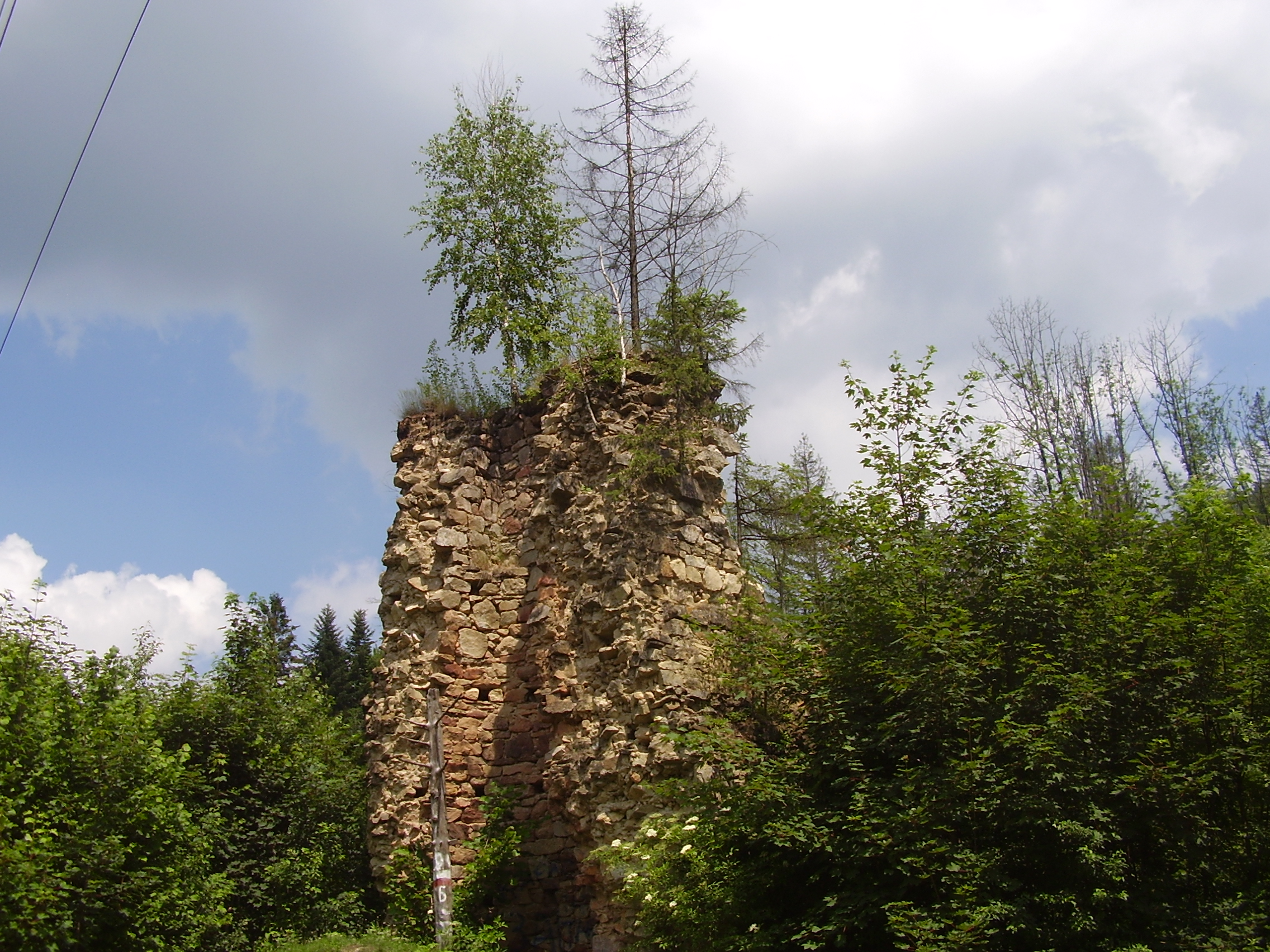
Рештки давньої залізоплавильної печі